# Service de ciné-photographie
Le Service de ciné-photographie de la province de Québec fut un organisme gouvernemental québécois de production cinématographique formé en 1941, deux ans après la création de l'Office national du film du Canada.
Il devient l'Office du film du Québec (OFQ) avec la Révolution tranquille.

## Histoire

### Instrument de l'État
Le Service est créé le 5 juin 1941 sous le deuxième gouvernement Godbout. Relevant directement du premier ministre et de son Conseil exécutif, il avait pour mission de centraliser la production gouvernementale et d'agir comme distributeur.
Le Service produit alors peu de films en comparaison de l'Office national du film du Canada. Il ne possède ni les moyens financiers ni l'expertise pour le concurrencer. Pendant la Seconde Guerre mondiale, le service québécois distribue des films de son homologue fédéral pour informer sa population du conflit. Néanmoins, dès 1947, le premier ministre Maurice Duplessis ordonne l'arrêt de cette distribution accusant les films de l'ONF d'avoir des tendances communistes.

### Indépendance politique
Le 27 avril 1961, le Service de ciné-photographie devient l’Office du film de la province de Québec et acquiert une indépendance politique. Le nom est raccourci en 1963 pour devenir l’Office du film du Québec (OFQ), sous la responsabilité du Secrétariat de la province. De 1967 à 1983, il est sous l'autorité du ministère des Affaires culturelles sauf pour la période comprise entre 1975 et 1980 où il relève du ministère des Communications et porte le nom de Direction générale du cinéma et de l'audiovisuel. 

### Héritage
L’Office est aboli définitivement le 14 décembre 1983.
En 1983, l'État se libère de son rôle de producteur cinématographique et décide d'encadrer le cinéma au Québec avec la Loi sur le cinéma. Cela permet la fondation de la Régie du cinéma.
L'héritage de l'Office est important, car il a produit plus de 150 000 photographies relatant la vie quotidienne des Québécois au cours du XXe siècle. De nos jours, ces archives sont rendues accessibles par Bibliothèque et Archives nationales du Québec (BAnQ).